# Raw Air
Raw Air は、FISスキージャンプ・ワールドカップの一部として、2017年から10日間の日程でノルウェーで行われているスキージャンプ・スキーフライングのトーナメントである。大会創始者はアルネ・オーブローテン (Arne Åbråten）。2019年より女子部門も創設された。

## 概要
男子はノルウェーの4つのスキージャンプ競技場 (オスロ、リレハンメル、 トロンハイム 、ヴィケルスン) で開催される。10日間休みなしで最大で個人戦4戦12回（各予選1回、本選2回）、団体戦2戦4回の計16回飛ぶことになる。トーナメントの総合成績は予選の成績も含まれる。賞金総額は100,000ユーロで優勝者に60,000ユーロ、2位が30,000ユーロ、3位が10,000ユーロである。
女子はオスロ、リレハンメル、トロンハイムの3つのジャンプ台で最大で個人戦3戦9回（各予選1回、本選2回）の成績で競う。賞金総額は55,000ユーロで優勝者に35,000ユーロ、2位が15,000ユーロ、3位が5,000ユーロである。
2020年は新型コロナウイルス感染拡大のため、トロンハイムの本選以降が中止となり、トロンハイムの予選までの成績（男子9回、女子7回）が採用された。
2021年も終息しなかったため全日程がキャンセルされた。
2022年はトロンハイムとヴィケルスンでの開催はなく、男女とも2会場での開催となった。2023年から女子もヴィケルスンで開催された（2023年はFISカップ、2024年はワールドカップ）。2025年はトロンハイムでノルディックスキー世界選手権が行われた関係でオスロとヴィケルスンのみでの実施となっている。

## 競技形式

### 男子
予選 (プロローグ) 、個人戦、団体戦のすべての跳躍が総合成績となる。
順位は以下のすべてを含んで決定する（最大16回）。
- すべての予選 (4×1=4、プロローグ)
- 個人戦の4戦計8回の跳躍 (4×2=8)
- 団体戦の2戦における個人成績 (2×2=4)

### 女子
女子は2022年現在、男子と違い団体戦は行わない。また2021-22シーズンまでフライングヒルのヴィケルスンでは試合がなかったが、2022-23シーズンはワールドカップではないものの3月19日にFIS主催試合として日程が組まれ、2024年はワールドカップでの開催となった。2024年のヴィケルスンはワールドカップ上位15人とトロンハイム終了時点のRaw Air総合15位の中で最大5選手に絞られる。
順位は以下のすべてを含んで決定する（最大9回）。
- すべての予選 (3×1=3、プロローグ)
- 個人戦の3戦計6回の跳躍 (3×2=6)

## 開催地

### 地図
| ホルメンコーレンリレハンメルトロンハイムヴィケルスンRaw Air (ノルウェー) |

### ヒルレコード
| # | 画像 | 競技場                         | 所在地       | ヒルレコード                                                    |
| - | ---- | ------------------------------ | ------------ | --------------------------------------------------------------- |
| 1 |      | ホルメンコーレンジャンプ競技場 | オスロ       | 男子144.0m ロベルト・ヨハンソン 女子137.5m 高梨沙羅             |
| 2 |      | Lysgårdsbakken                 | リレハンメル | 男子146.0m シモン・アマン 女子141.5m マーレン・ルンビ           |
| 3 |      | Granåsen                       | トロンハイム | 男子146.0m カミル・ストッフ 女子137.5m ユリアーネ・ザイファルト |
| 4 |      | ヴィケルスンジャンプ競技場     | ヴィケルスン | 253.5m シュテファン・クラフト                                   |

## 成績

### 男子
| No. | 日                         | 優勝                                                                                 | 準優勝                                                                               | 3位                                                                                  |
| --- | -------------------------- | ------------------------------------------------------------------------------------ | ------------------------------------------------------------------------------------ | ------------------------------------------------------------------------------------ |
| 1   | 2017年3月10日 - 19日       | シュテファン・クラフト                                                               | カミル・ストッフ                                                                     | アンドレアス・ヴェリンガー                                                           |
| 2   | 2018年3月9日 - 18日        | カミル・ストッフ                                                                     | ロベルト・ヨハンソン                                                                 | アンドレアス・スティエルネン                                                         |
| 3   | 2019年3月8日 - 17日        | 小林陵侑                                                                             | シュテファン・クラフト                                                               | ロベルト・ヨハンソン                                                                 |
| 4   | 2020年3月6日 - 11日        | カミル・ストッフ                                                                     | 小林陵侑                                                                             | マリウス・リンヴィーク                                                               |
| -   | 2021年3月12日 - 21日(予定) | 新型コロナウイルス感染症によるノルウェー政府の旅行・イベント開催制限によりキャンセル | 新型コロナウイルス感染症によるノルウェー政府の旅行・イベント開催制限によりキャンセル | 新型コロナウイルス感染症によるノルウェー政府の旅行・イベント開催制限によりキャンセル |
| 5   | 2022年3月2日 - 6日         | シュテファン・クラフト                                                               | カール・ガイガー                                                                     | 小林陵侑                                                                             |
| 6   | 2023年3月11日 - 19日       | ハルヴォル・アイネル・グラネル                                                       | シュテファン・クラフト                                                               | アンジェ・ラニシェク                                                                 |
| 7   | 2024年3月8日 - 17日        | シュテファン・クラフト                                                               | ペテル・プレヴツ                                                                     | ダニエル・フーバー                                                                   |
| 8   | 2025年3月12日-16日         | アンドレアス・ヴェリンガー                                                           | ドメン・プレヴツ                                                                     | 小林陵侑                                                                             |

### 女子
| No. | 日                         | 優勝                                                                                 | 準優勝                                                                               | 3位                                                                                  |
| --- | -------------------------- | ------------------------------------------------------------------------------------ | ------------------------------------------------------------------------------------ | ------------------------------------------------------------------------------------ |
| 1   | 2019年3月9日 - 14日        | マーレン・ルンビ                                                                     | カタリナ・アルトハウス                                                               | ユリアーネ・ザイファルト                                                             |
| 2   | 2020年3月6日 - 11日        | マーレン・ルンビ                                                                     | シリェ・オプセット                                                                   | エヴァ・ピンケルニッヒ                                                               |
| -   | 2021年3月12日 - 21日(予定) | 新型コロナウイルス感染症によるノルウェー政府の旅行・イベント開催制限によりキャンセル | 新型コロナウイルス感染症によるノルウェー政府の旅行・イベント開催制限によりキャンセル | 新型コロナウイルス感染症によるノルウェー政府の旅行・イベント開催制限によりキャンセル |
| 3   | 2022年3月2日 - 6日         | ニカ・クリジュナル                                                                   | 高梨沙羅                                                                             | ウルシャ・ボガタイ                                                                   |
| 4   | 2023年3月11日 - 19日       | Ema Klinec                                                                           | カタリナ・アルトハウス                                                               | Selina Freitag                                                                       |
| 5   | 2024年3月8日 - 17日        | エイリン＝マリア・クバンダル                                                         | シリェ・オプセット                                                                   | エヴァ・ピンケルニッヒ                                                               |
| 6   | 2025年3月12日-16日         | ニカ・プレヴツ                                                                       | エイリン＝マリア・クバンダル                                                         | Anna Odine Strøm                                                                     |